# Lore Jackstädt
Lore Ilse Jackstädt (* als Lore Ilse Afflerbach am 14. März 1924 in Elberfeld; † 31. Januar 2019), war eine deutsche Unternehmerwitwe und Mäzenin in Wuppertal. Seit 2005 war sie Vorsitzende der Dr. Werner Jackstädt-Stiftung.

## Leben
Lore Afflerbach wurde als erstes Kind von Paul Adolf Afflerbach (1898–1942) und Anna Friederike Emilie Dümmeler (1895–1968) geboren. Sie heiratete am 29. Januar 1952 in Neviges Werner Jackstädt (1925–2005), einen Fabrikanten für selbstklebende Papiere und Folien.
Krankheitsbedingt gab Werner Jackstädt die Firmengruppe Jackstädt im Jahre 2002 auf und verkaufte sie an die amerikanische Avery Dennison Corporation. Das Kapital von rund 130 Millionen Euro wurde in die gemeinnützige Dr. Werner Jackstädt-Stiftung eingebracht, die Werner Jackstädt zunächst selbst leitete. Seit seinem Tod im März 2005 setzte Lore Jackstädt die Aufgaben ihres Mannes als Vorsitzende der Jackstädt-Stiftung fort.

## Ehrungen und Auszeichnungen
Lore Jackstädt wurde 2007 mit dem Ehrenring der Stadt Wuppertal ausgezeichnet. Am 10. Juni 2010 wurde ihr das Ehrenbürgerrecht der Stadt Wuppertal verliehen. 2011 wurde ihr für ihr „herausragendes persönliches Engagement“ das Verdienstkreuz am Bande der Bundesrepublik Deutschland verliehen. Der Naturwissenschaftliche Verein Wuppertal hat ihr die Ehrenmitgliedschaft verliehen. Sie verstarb am 31. Januar 2019.